# Ďurďošík
Ďurďošík (ungarisch Györgyi oder Gyürgyi) ist eine Gemeinde im Osten der Slowakei mit 832 Einwohnern (Stand 31. Dezember 2024), die zum Okres Košice-okolie, einem Teil des Košický kraj, gehört.

## Geographie

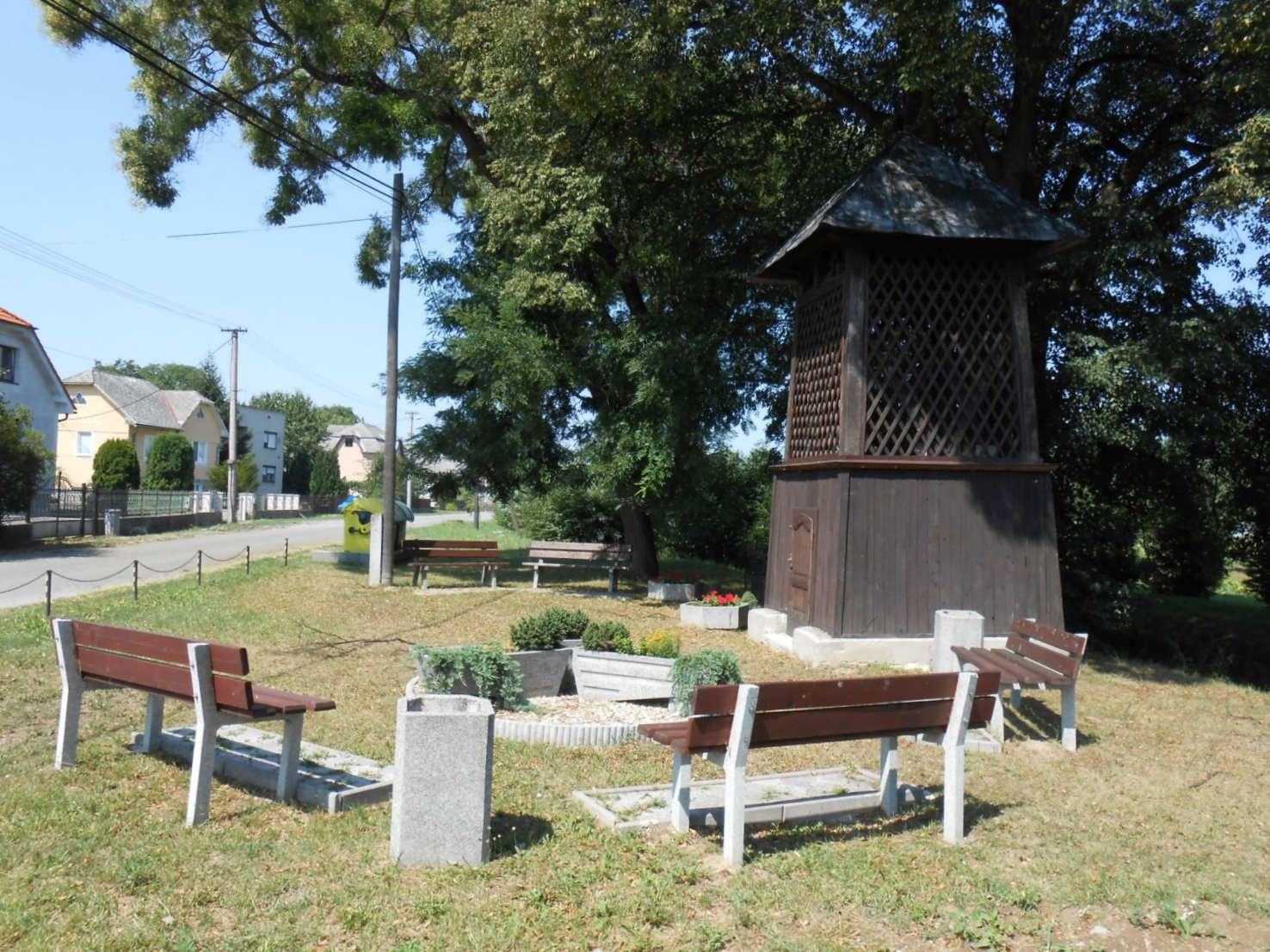
Glockenturm und Erholungsplatz in Ďurďošík

Die Gemeinde befindet sich im Ostteil des Talkessels Košická kotlina im Tal der Trsťanka, die flussabwärts des Ortes in die Oľšava mündet. Das Ortszentrum liegt auf einer Höhe von 233 m n.m. und ist 15 Kilometer von Košice entfernt.
Nachbargemeinden sind Trsťany im Norden, Bidovce im Osten, Olšovany im Süden, Košické Oľšany im Südwesten und Rozhanovce im Westen.

## Geschichte
Ďurďošík wurde zum ersten Mal 1330 als Gyrgy schriftlich erwähnt. Im Jahr 1427 war das Dorf Besitz des Geschlechts Perényi und wies nach einem Steuerverzeichnis 12 Porta auf. 1598 gab es sieben Häuser, Anfang des 18. Jahrhunderts war das Dorf menschenleer und auch 1740 gab es nur zwei Häuser. 1828 zählte man 38 Häuser und 271 Einwohner, die vorwiegend als Landwirte, aber auch als Radmacher, Weber und Arbeiter in der örtlichen Säge beschäftigt waren.
Bis 1918/1919 gehörte der im Komitat Abaúj-Torna liegende Ort zum Königreich Ungarn und kam danach zur Tschechoslowakei beziehungsweise heute Slowakei.

## Bevölkerung
| Jahr                | 1994 | 2004     | 2014     | 2024     |
| ------------------- | ---- | -------- | -------- | -------- |
| Anzahl der Personen | 314  | 350      | 443      | 832      |
| Unterschied         |      | +11,46 % | +26,57 % | +87,81 % |

| Jahr                | 2023 | 2024 |
| ------------------- | ---- | ---- |
| Anzahl der Personen | 800  | 832  |
| Unterschied         |      | +4 % |

Gemäß der Volkszählung 2011 wohnten in Ďurďošík 406 Einwohner, davon 387 Slowaken sowie jeweils ein Magyare, Rom und Tscheche. 16 Einwohner machten keine Angabe zur Ethnie.
298 Einwohner bekannten sich zur römisch-katholischen Kirche, 33 Einwohner zur Evangelischen Kirche A. B., 10 Einwohner zur griechisch-katholischen Kirche, vier Einwohner zur reformierten Kirche sowie jeweils zwei Einwohner zur evangelisch-methodistischen Kirche und zur orthodoxen Kirche; ein Einwohner bekannte sich zu einer anderen Konfession. 35 Einwohner waren konfessionslos und bei 21 Einwohnern wurde die Konfession nicht ermittelt.

## Bauwerke und Denkmäler
- römisch-katholische Kirche Mariä Himmelfahrt aus dem 20. Jahrhundert